# Кубратово благо
Кубратово благо једно је од најзначајнијих открића у историји археологије. Чува се у Ермитажу.
Највреднији артефакт је мач Кубрата, који је био културна и историјска вредност Алфреда Розенберга - број 1. Розенберг је желео да га симболично поклони Хитлеру, јер је мач симболизовао одбрану хришћанства и Европе од Хазара који су прихватили јудаизам. Мач је био поклон цара Ираклија кану Кубрату. Чува се у Ермитажу по Стаљиновој наредби.
Кубратов мач и прстен напустили су Русију први пут 24. маја 2019. године и били су на изложни у Софији којој је присуствовала и директорка УНЕСКО Одри Азулa. Дозволу да предмети напусте Русију дао је изричито Владимир Путин.

## Галерија
- Findings from the Pereshchepina Treasure  (copies)
- Златни бокал
- Златни пехар
- Прстен са монограмом
- Копча за каиш